# Eva Cassidy
Eva Marie Cassidy, ameriška glasbenica, * 2. februar 1963, Washington, DC, † 2. november 1996, Bowie, Maryland.
Eva Cassidy je svoj prvi album z naslovom The Other Side izdala leta 1992. Na njem so bile skladbe, ki jih je posnela v duetu s Chuckom Brownom. Leta 1996 je izdala solo album, na katerem so bile pesmi, posnete v živo, imenoval pa se je Live at Blues Alley.